# Colabata thea
Colabata thea är en fjärilsart som beskrevs av William Schaus 1924. Colabata thea ingår i släktet Colabata och familjen silkesspinnare. Inga underarter finns listade i Catalogue of Life.